# Laurent Dechesne
Laurent Dechesne, né à Dison le 14 août 1870 et décédé à Esneux le 16 avril 1955, est un professeur et un militant wallon belge.

## Biographie
Docteur en droit de l'université de Liège (1893), il parfait ses connaissances à l'étranger en visitant l'Angleterre et l'Allemagne. il est l'auteur d'une thèse de doctorat sur l'industrie de la laine en Angleterre (1900).
Il est professeur à l'Institut supérieur de commerce de Liège puis à l'École des hautes études commerciales où il traite de géographie, d'histoire, d'économie colonialisme et de sciences politiques. Il s'est rendu plusieurs mois en Angleterre pour l'écrire. Il étudie ensuite l'histoire de l'industrie lainière à Verviers qui est toujours une référence pour les historiens.
Invité au Congrès wallon de 1905 à faire un rapport intitulé Situation matérielle et morale des provinces wallonnes il se refuse à expliquer les différences entre la Flandre et la Wallonie au point de vue ethnique et moins encore racial : il refuse de faire de la propagande et explique la prospérité wallonne par les richesses du sous-sol et la taille des industries de transformation, mettant en garde les participants au Congrès sur un possible renversement des situations.
Il refuse de voir l'université de Gand flamandisée, s'inquiète des menées du nationalisme flamand et bien qu'attaché à l'unité de la Belgique, estime que les vexations flamandes pourraient conduire les wallons à souhaiter la réunion à la France, solution qu'il estime bénéfique en matière culturelle, économique et commerciale.

Fondateur de l'Assemblée wallonne en 1912, il y est chargé d'étudier la séparation des comptabilités entre la Flandre et la Wallonie et même à envisager le fait que la Wallonie puisse contracter des emprunts régionaux. Dans ses conclusions sur le rapport Les finances wallo-flamandes ou La part de la Flandre dans les recettes et les dépenses de l'État belge, il souligne l'insuffisance des documents disponibles et notamment l'absence de statistiques régionales : 
«  Il observe néanmoins qu'au point de vue des recettes, la Wallonie fournit une contribution plus importante que la Flandre tandis que, en dépenses, de moindres sommes sont consacrées à la Wallonie contre d'imposants montants à la Flandre. »
La guerre brise l'élan de cette réflexion et de cet engagement mais Laurent Dechesne est toujours membre de l'Assemblée wallonne et il y figure maintenant comme représentant de Liège jusqu'en 1925. Il participe en 1930 au troisième cours universitaire de Davos, avec de nombreux intellectuels français et allemands. Il est nommé professeur ordinaire à l'Université de Liège et en 1944 il est fait membre de l'Académie royale des sciences, des lettres et des beaux-arts de Belgique. 
En 1947, à l'instar d'autres académiciens il signe la pétition avec 52 autres académiciens La Wallonie en alerte qui propose de postposer l'adaptation des sièges parlementaires aux chiffres du dernier recensement avant que le Sénat et la Chambre, n'aient voté une formule à trouver pour garantir les Wallons de la minorisation que cette adaptation impliquerait et impliquera puisqu'aucune suite ne sera donnée à cette pétition et que la représentation flamande passera à la Chambre de 96 à 104 sièges.